# Историјска област
Историјска област је појам који се користи у етнографији, историји и културологији и односи се на дио територије, која је историјски, по правилу, дио политички јединствог простора и због тога је карактерична за одређене заједничке особине у култури, етнографији, језику и свјести локалног и околног становништа.
Издвајање историјских области је у разном степену карактеристична за различите земље и области. Напримјер, у Русији није присутна подјела на историјске области, али су у неким земљама (посебно у Европи) историјске области званично присутне, а понекад су дио савремене административно-територијалне подјеле (Грузија, Летонија, Шпанија, Италија, Њемачка).
Према томе, на истом подручју може бити више историјски области различитог историјског поријекла — насталих у античком добу, раном или касном средњем вијеку.

## Подјела историјских области
Многе историјске области се преклапају, а подјела се вршена према класификацији историјско-културних области.
Европа
- сјеверна Европа
  - Скандинавија
  - Финска
    - Лапонија
    - Карелија
- западна, средња и јужна Европа
  - Британска острва
    - Алстер, Велс, Енглеска, Конот, Ленстер, Манстер, Шкотска

  - Њемачка
    - Алеманија, Баварска, Вестфалија, Саксонија, Франконија, Швабија

  - Бенелукс (историјска Холандија)
  - Галија
  - Француска
    - Аквитанија, Алзас, Бретања, Бургоња, Ил де Франс, Лангдок, Лимузен, Лорена, Нормандија, Оверња, Пикардија, Прованса, Пуату, Шампања

  - Пиринејско полуострво (Иберија)
  - Шпанија
    - Андалузија, Арагон, Астурија, Валенсија, Галиција, Екстремадура, Кантабрија, Ла Манча, Леон, Мурсија, Навара, Стара Кастиља, Нова Кастиља, Баскија, Екстремадура

  - Португалија
  - Италија
    - Абруцо, Апулија, Базиликата, Долина Аосте, Калабрија, Кампанија, Лацио, Лигурија, Ломбардија, Марке, Молизе, Пијемонт, Тоскана, Трентино-Јужни Тирол, Умбрија

  - Алпски регион
    - Швајцарска
    - Аустрија

  - Пољска
    - Мазовија, Велика Пољска, Мала Пољска, Поморје

  - Шлеска
  - Чешка
    - Бохемија, Моравска